# Berta da Holanda
Berta da Holanda, também conhecida como Berta da Frísia (em francês: Berthe; Vlaardingen, 1058 – Montreuil, 30 de julho de 1093) foi a primeira esposa e rainha de Filipe I de França.

## Biografia
Filha do conde Floris I da Holanda e de Gertrudes da Saxónia, era neta materna de Bernardo II da Saxónia, duque da Saxónia. Depois da morte do seu pai em 1061, a sua mãe voltou a casar-se com Roberto I da Flandres, conde da Flandres. Em 1072, este acordou uma aliança política com Filipe I de França, que incluía o seu casamento com o monarca francês.
Berta só gerou um herdeiro nove anos depois. A lenda popular conta que a sua fertilidade só foi restaurada graças às orações de um eremita, Arnaldo, que deu o nome de Luís à criança. Na verdade teve cinco crianças, sendo a primeira do sexo feminino.
Em 1092 Filipe enamorou-se de Bertranda de Monforte, condessa de Anjou, e repudiou Berta, alegando consanguinidade, uma vez que eram primos afastados. Aprisionada pelo rei francês na fortaleza de Montreuil, lá morreria a 30 de julho de 1094.

## Descendência
1. Constança de França (1078-1124), casada com Hugo I, conde de Champagne em 1097 e, depois da separação, com Boemundo I, príncipe de Antioquia, em 1106
2. Luís VI de França (1081-1137)
3. Henrique (n. 1083), morreu jovem
4. Carlos (n. 1085), abade em Charlieu, no Loire
5. Odo (1087-1096), morreu jovem